# Going Down Fast
Going Down Fast est un roman féministe de Marge Piercy publié en 1969. Il aborde le thème de la gentrification de Chicago, et du racisme dans une perspective féministe. 

## Description
Il s'agit du premier roman de Marge Piercy, et parmi les plus connus de l'autrice, qui l'a établie en tant qu'autrice reconnue. Il décrit un quartier afro-américain de Chicago,, sa gentrification et aborde les thèmes du racisme et du féminisme,,.

## Résumé
Il raconte l'histoire d'Anna, une femme vivant avec de multiples pertes, Rowley, une chanteuse soul aux yeux bleus, Leon, un cinéaste underground et Caroline, une femme avec un sombre secret. Elles vivent toutes dans la zone d'une ville sans nom où les bâtiments d'un quartier sont démolis pour faire de la place à une université ce qui en chasse les habitants.

## Réception
Une critique du livre dans le New York Times a déclaré que « Piercy brûle la colère et la conviction ».
Selon la revue critique du livre publiée par Jo Walton en 2021, il dénote la progression de Piercy vers des préoccupations féministes typique des débuts de la deuxième vague du féminisme. Walton note aussi qu'il y a eu peu de changements sociaux pour les Africains- Américains entre 1969 et 2021.